# Stefan Mutter
Stefan Mutter  (Basilea, 30 d'octubre de 1956) és un ciclista suís, ja retirat, que fou professional entre 1979 i 1991. Durant la seva carrera esportiva destaquen dues etapes guanyades a les Grans Voltes: una al Tour de França de 1982 i una al Giro d'Itàlia de 1984. El 1981 guanyà el Campionat de Suïssa en ruta.

## Palmarès
- 1977
  - Vencedor d'una etapa del Tour de l'Avenir
  - Vencedor d'una etapa del Gran Premi Guillem Tell
- 1978
  - 1r al Giro del Mendrisiotto
- 1981
  -  Campió de Suïssa en ruta
  - 1r al Tour del Mediterrani i vencedor d'una etapa
- 1982
  - 1r a Leimentalrundfahrt
  - Vencedor d'una etapa del Tour de França
  - 1r de la classificació per punts de la Volta a Espanya
- 1983
  - 1r a la Zürich-Hongg
- 1984
  - Vencedor d'una etapa del Giro d'Itàlia
  - Vencedor d'una etapa de la Setmana Internacional de Coppi i Bartali

### Resultats al Tour de França
- 1979. 76è de la classificació general
- 1982. 21è de la classificació general. Vencedor d'una etapa
- 1985. Abandona (20a etapa)
- 1987. Abandona (13a etapa)

### Resultats al Giro d'Itàlia
- 1981. 39è de la classificació general
- 1983. 42è de la classificació general
- 1984. 33è de la classificació general. Vencedor d'una etapa
- 1985. 44è de la classificació general

### Resultats a la Volta a Espanya
- 1982. 7è de la classificació general.  1r de la classificació per punts
- 1986. 19è de la classificació general